# Monte Ribé
Il monte Ribé (1.576 m s.l.m.) è una montagna delle Alpi Cozie situata in valle Grana e che domina l'abitato di Monterosso Grana.

## Caratteristiche

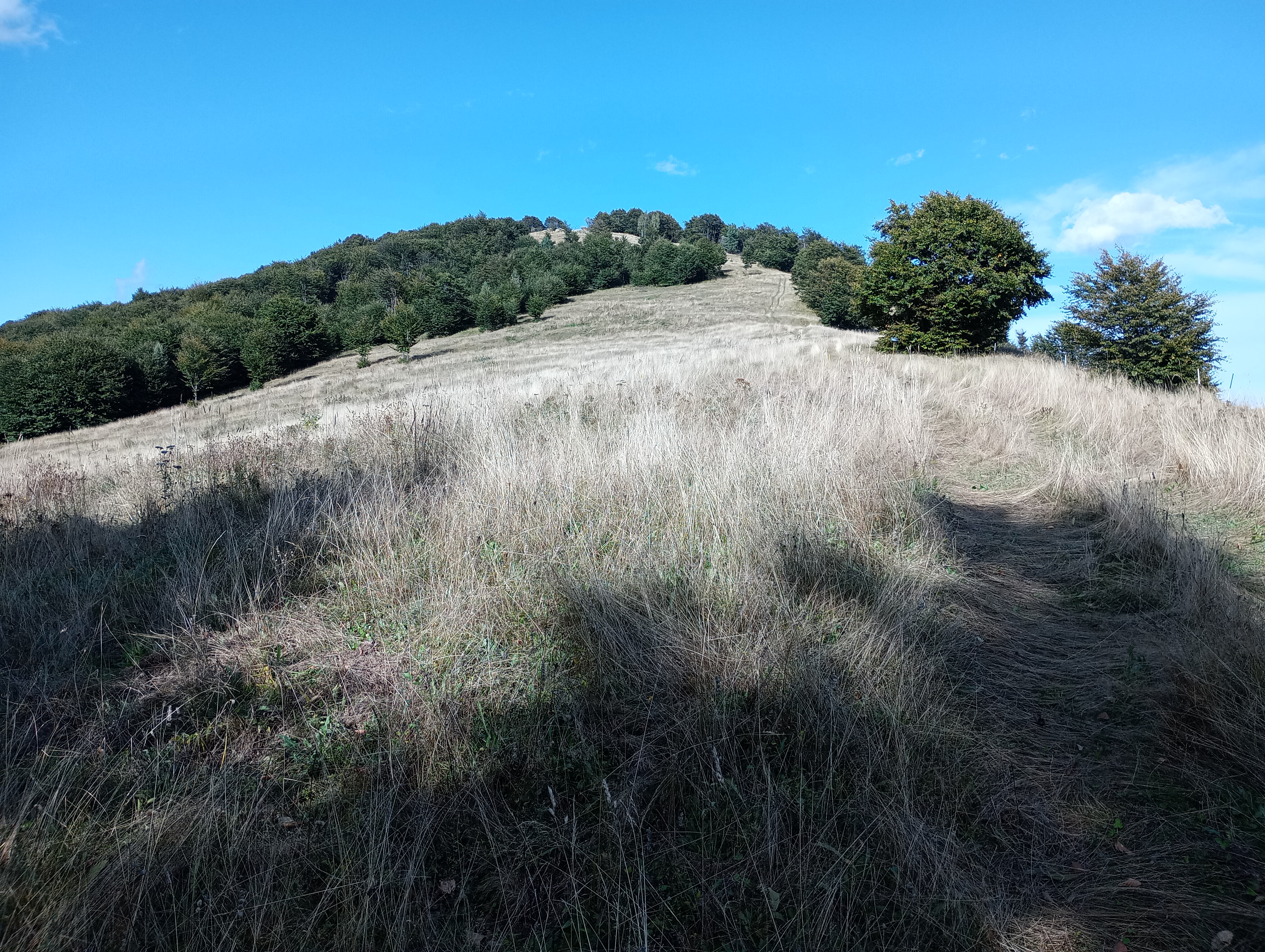
Il versante sud, in buona parte prativo e poco inclinato

Il monte Ribé si trova pressappoco al centro della Val Grana; appartiene ad una costiera che, staccandosi dallo spartiacque Grana/Stura in corrispondenza del Monte Bram, divide il solco principale dalla vallata dal vallone secondario del rio Beitale, affluente in destra idrografica del Grana. Sulla cima della montagna si trovano una croce di vetta e un ometto in pietrame. La prominenza topografica del Monte Ribé è di 126 metri.

## Ascensione alla vetta

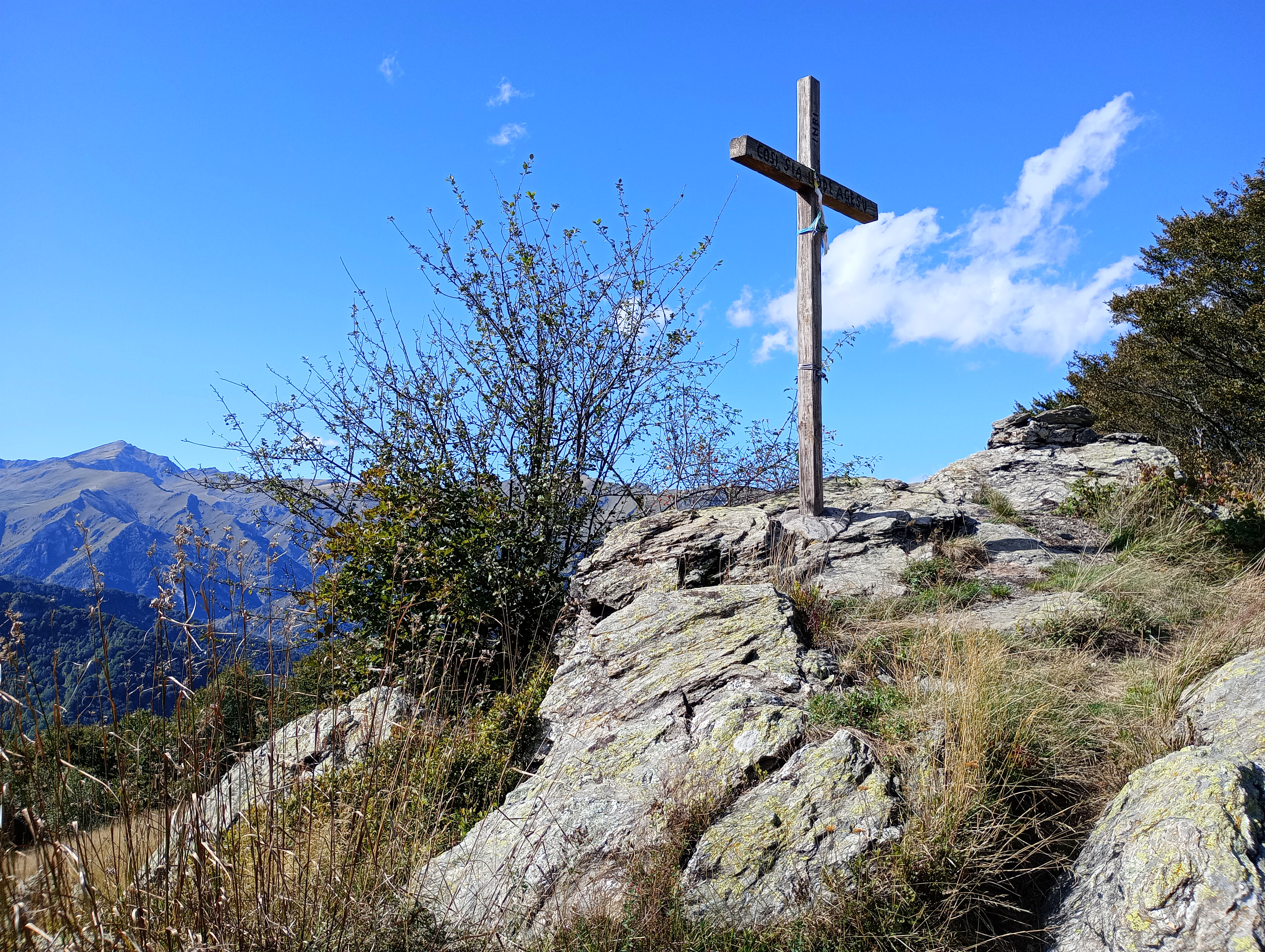
La cima del monte Ribé

L'accesso alla cima del monte Ribé dalla borgata Frise (Monterosso Grana) costituisce una breve escursione la cui difficoltà è valutata come E. La montagna è anche meta di escursioni con le ciaspole.

## Geologia
Il monte Ribé è da tempo noto ai geologi per i suoi strati rocciosi di origine triassica.

## Bibliografia

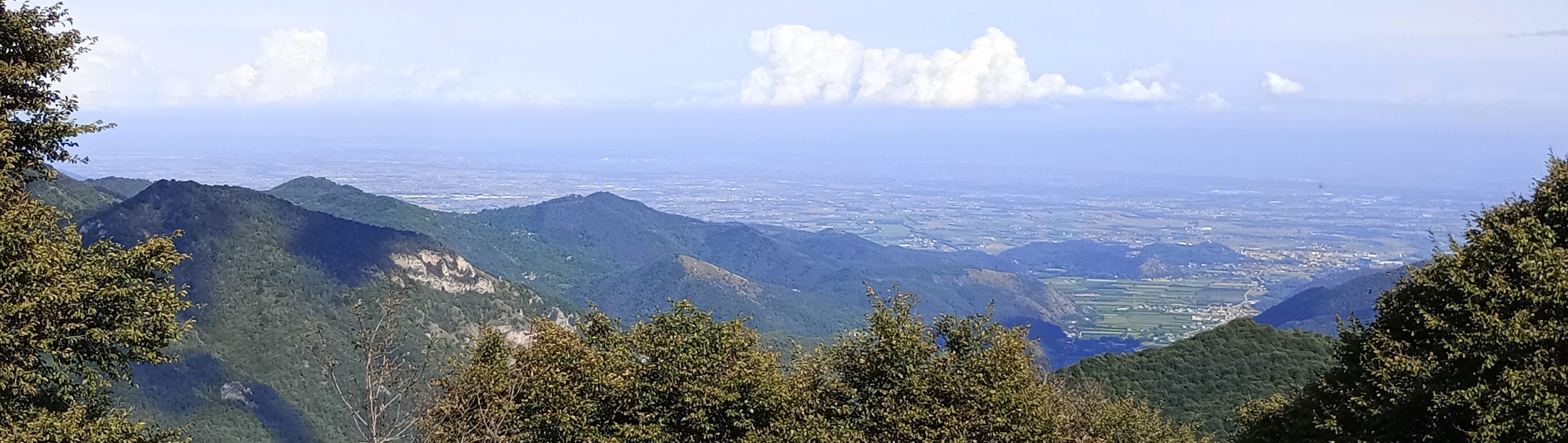
Vista verso la pianura padana
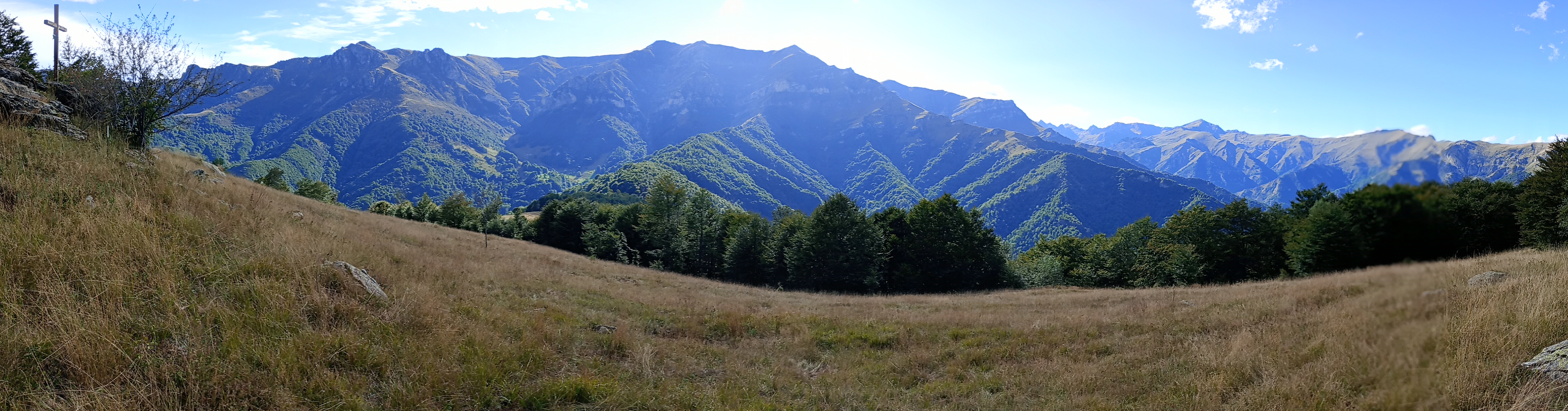
Vista verso il crinale Grana/Stura